# Naqada II
Naqada II, o Nagada II, es la cultura del periodo predinástico egipcio, conocida también como Gerzeense o Gerzense (nombre proveniente de la localidad de Gerza, o Al-Gerzeh, en la región de El Fayum) que se desarrolla de c. 3500 hasta c. 3400 a. C.

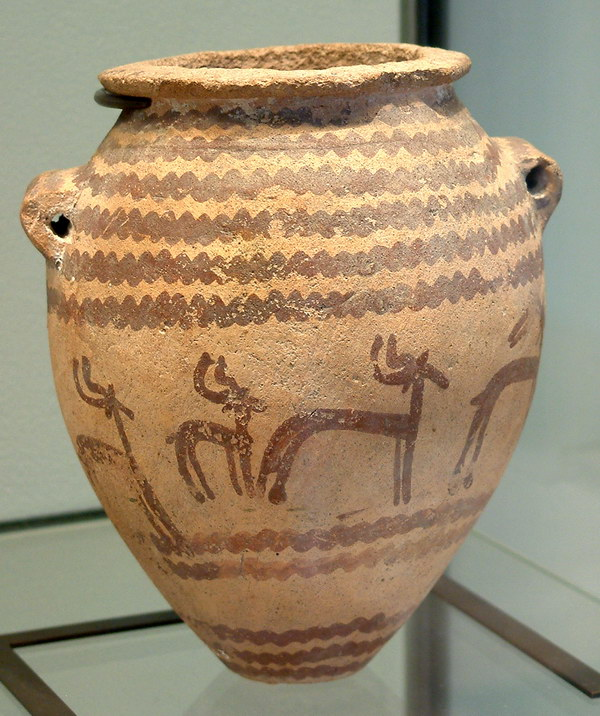
Vasija cerámica: Naqada II. Museo del Louvre.

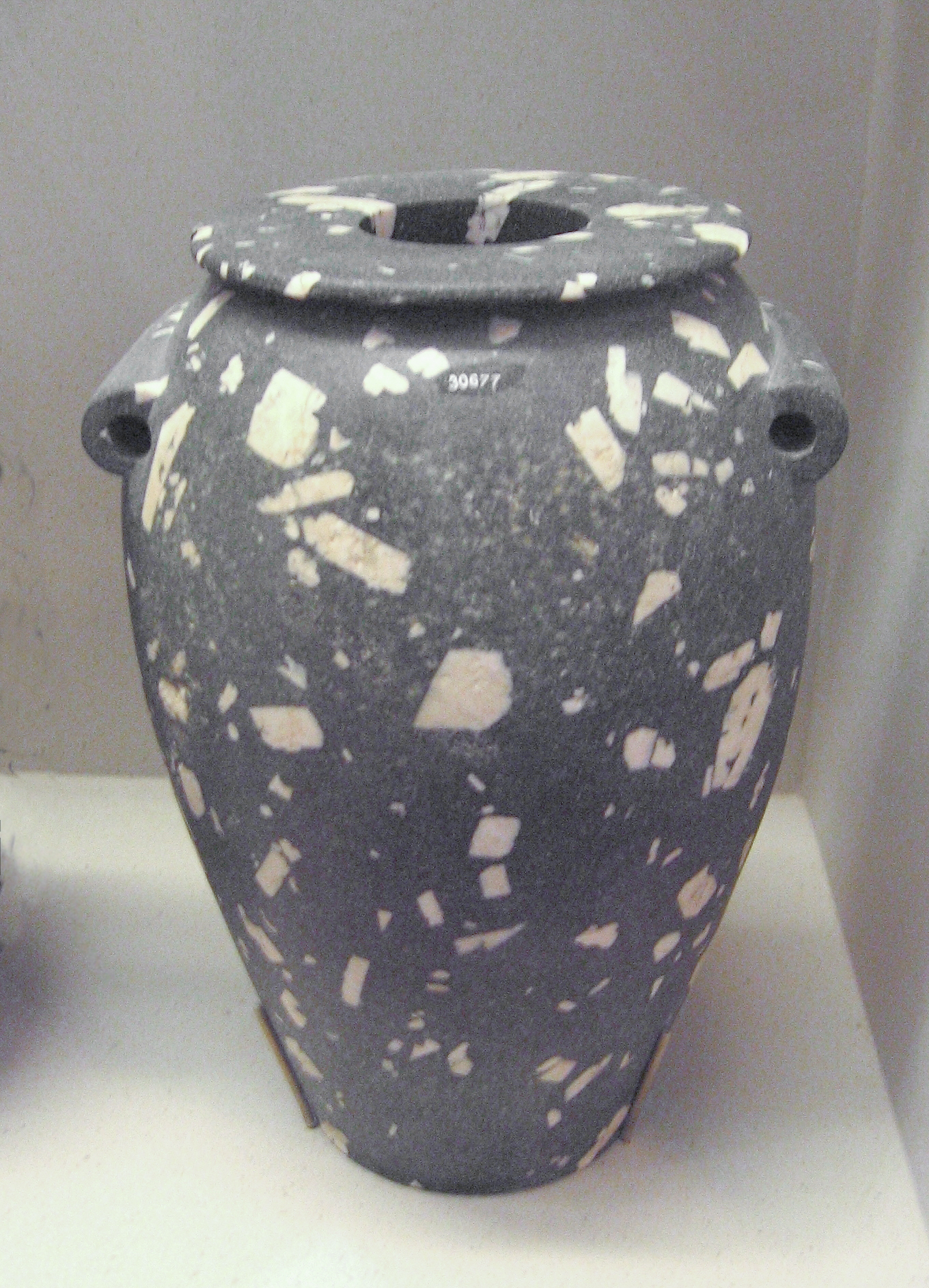
Vasija de andesita: Naqada II, ~30 cm, Field Museum.

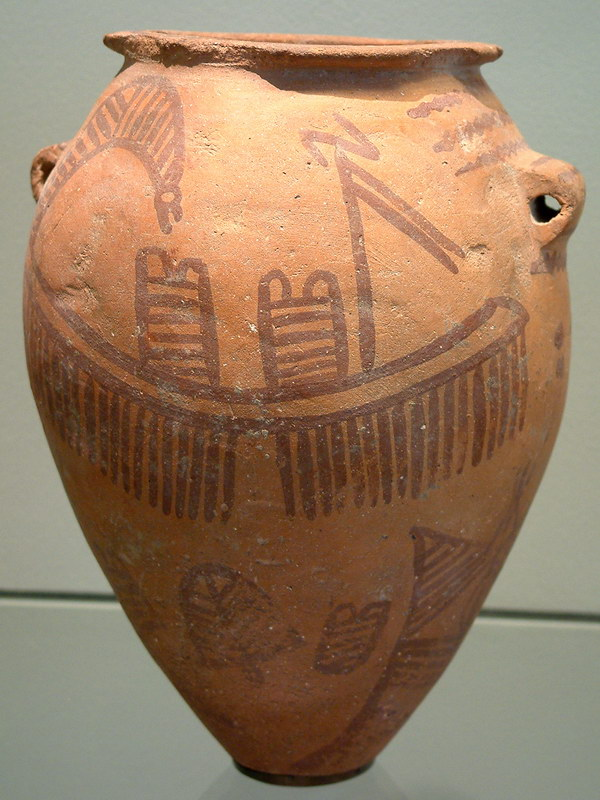
Vasija cerámica: Naqada II. British Museum.

## Fases
Se divide, siguiendo a Werner Kaiser, en los estadios Naqada IIa, Naqada IIb, Naqada IIc y Naqada IId. Deriva del Naqada I o Amratiense y se encuentran en la misma área, principalmente en el Alto Egipto.
En los estadios IIa y IIb se incrementa la población, aparecen nuevas técnicas, surge la especialización y se mejora la estructura social y la calidad de los elementos, sean de piedra, marfil o cerámica. El entierro todavía es parecido a los de Naqada I.
En los estadios IIc y IId la cultura se expande, sobre todo hacia el Bajo Egipto, donde provoca la desaparición de la cultura Maadi. Los asentamientos de Buto, Sedment, Harageh, Abusir el Maleq y Minshat Abu Omar dejan de tener elementos de esta cultura y, o bien desaparecen o son sustituidos por elementos de Naqada II. Las teorías modernas sugieren que la cultura Maadi, dentro de su propia evolución, podría haber llegado a un grado similar a la de Naqada, sin precisar una influencia directa, aunque los contactos están acreditados.

## Ciudades Estado
En este periodo se establecieron verdaderas ciudades Estado, si bien algunos lugares conservaron su independencia como entidades políticas menores. De las excavaciones, los expertos deducen que Nubt (Naqada) fue sobrepasada en poder por Hieracómpolis. El mito dinástico de la lucha entre los dioses Seth (que fue el dios de Naqada) y Horus (el dios de Hieracómpolis) podría indicar este hecho. El proceso parece que fue general y las comunidades más ricas y poderosas se impusieron, por voluntad o por conquista, a las pequeñas. Las causas más probables, a veces una mezcla de estas, podrían ser la actividad militar, las migraciones de población desde el desierto oriental, las nuevas rutas de intercambio comercial con Asia, el compartir recursos, los matrimonios entre familias dirigentes y otros. No se descarta que algunos estados menores de hecho continuaran existiendo pero dependientes de un estado mayor, y que fuesen el origen de los futuros nomos.

## La sociedad
La sociedad se desarrolló con expresiones artísticas e ideas más complejas. Aparecen los signos precursores de los jeroglíficos. La tumba 100 en Hieracómpolis, de un jefe, muy rica en comparación con las anteriores, muestra la estratificación social. De este período es el primer templo, también en Hieracómpolis, que demuestra el establecimiento de ideas religiosas.

## Actividad económica
La economía continúa siendo agrícola y ganadera, con incremento del comercio. Algunos animales fueron domesticados como las ovejas, las cabras, los cerdos y los perros. Ya se irrigaba mediante medios naturales en este período, con las crecidas del Nilo de agosto y septiembre.
La expansión de Naqada II llegó también al Sinaí y al sur de Palestina (Ain Besor, Tell Erani, Azor). Las influencias externas vienen de Uruk, Jamdat Nasr, Tell Judeidayh, Biblos y Megiddo. El lapislázuli, procedente de Mesopotamia, aparece muy a menudo en Naqada II. Es en este periodo cuando se establecen las primeras relaciones comerciales con los pueblos de Nubia.

## Artesanía
La cerámica cambia de estilo con nuevas decoraciones figurativas y esquemáticas, definitorias de esta época, ornamento que no volverá a practicarse a lo largo de toda la historia del Antiguo Egipto. 
El trabajo en piedra se mejora; surgen joyas de oro y plata; figuras femeninas, amuletos, más productos de importación (Canaán, Mesopotamia) y desaparecen los rasgos similares a la cultura de Maadi (en el estadio IIc).

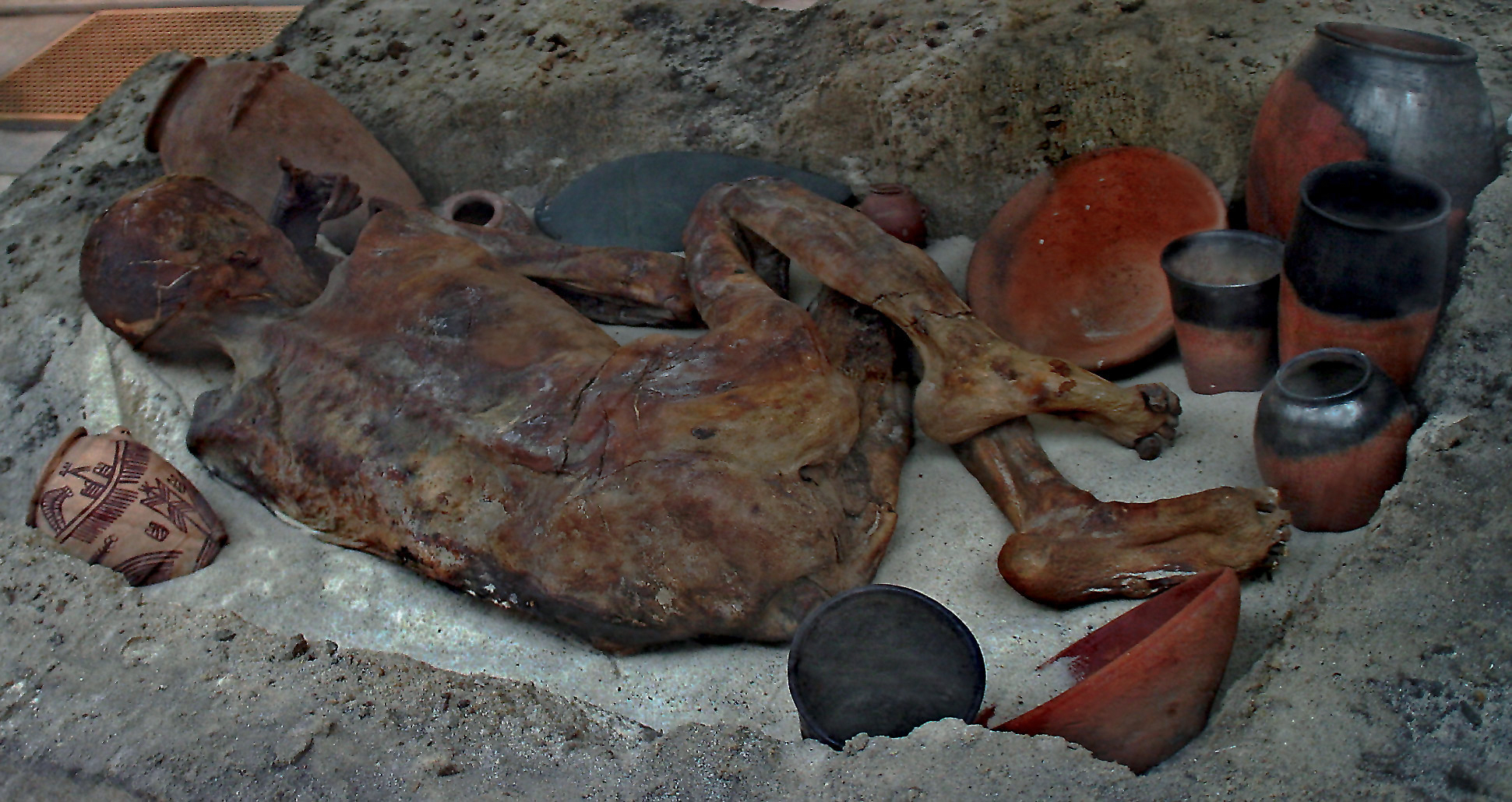
Enterramiento: réplica del British Museum.

## Enterramientos
Se caracteriza por una evolución de las prácticas funerarias, con menos entierros, poca variación en sus tipos y formas de sepulcros, incremento de los ricos entierros en tamaño y diseño, prácticamente exclusivos para una sola persona, pero hay entierros múltiples más numerosos que en Naqada I; aparece el ataúd ajustado al cuerpo y a los elementos que lo acompañan; se encuentran algunos cuchillos con los difuntos. Los cementerios continúan siendo en el suelo, y los de los ricos separados de los otros.

## Yacimientos
En el Bajo Egipto la principal excavación es Algara, en la región al este de El-Fayum, que corresponde al Naqada IIc y IId y que dio el nombre inicial a Naqada II en las exploraciones de Flinders Petrie. Contiene 288 tumbas de las cuales 249 están íntegras. También es importante Tell el Farain (Buto), que conserva rasgos de su identidad anterior a Naqada II que persistirán hasta el Naqada III.
El lugar de Harageh al sudeste de El Lahun, fue excavado antes de la Primera Guerra Mundial y se encontraron bastantes tumbas del IIc y IId. En Tura, que fue un pequeño establecimiento en la orilla este del río, a nueve km al sur de El Cairo y a dos kilómetros de Maadi, también se encontró un cementerio, con indicios de la cultura Naqada II pero la cerámica todavía es del tipo de Maadi. En el Delta, en el lugar de Kafr Hassan Dawood, recientemente excavado, se han encontrado tumbas del IIc y IId, cuarenta de ellas de personajes posiblemente importantes.
En todo el Bajo Egipto se percibe, más o menos claramente, la transformación de la cultura de Maadi por la cultura Naqadiana.
Principales lugares de la cultura Naqada II en el Alto Egipto:
- Mahansa
- Nubt (Naqada)
- Nejen (Hieracómpolis)
- Abedyu (Abidos)
- Abu (Elefantina)

Principales lugares de la cultura Naqada II en el Bajo Egipto:
- Merimde
- El Omari
- Maadi
- Per Uadyet (Buto) Tell el-Farain
- Sau (Sais)
- Minshat Abu Omar
- Kafr Hassan Dawood
- Tell el-Farkha
- Gerzeh
- Abusir el-Maleq
- Harageh
- Tura